# Guerra civile in Iraq
La guerra civile in Iraq è stato un conflitto armato che ebbe inizio il 30 dicembre 2013, quando la milizia Stato Islamico dell'Iraq e Levante conquistò la provincia di Anbar, nella parte occidentale del Paese, e terminò il 9 dicembre 2017 con la caduta di Abu Kamal, roccaforte dell'ISIS lungo il confine Siria-Iraq.
Nel giugno 2014 la formazione salafita scatenò una rapida e violenta offensiva conquistando ampie parti dell'Iraq, in particolare la città di Mosul, arrivando inoltre a pochi chilometri dalla capitale Baghdad e penetrando nel territorio autonomo curdo.
In seguito a tale offensiva, durante il conflitto fu di fatto cancellato il confine fra l'Iraq e la Siria, di cui il gruppo già controllava la parte orientale, e la formazione arrivò a controllare un'area di circa 270 000 km² (quasi quanto la superficie dell’Italia), in cui era presente una popolazione di circa 11 milioni di abitanti. 
Il governo iracheno, insieme a una coalizione a guida statunitense e a milizie sciite iraniane, è intervenuto militarmente contro l'ISIS. La città di Mosul è rimasta in gran parte distrutta a seguito dei bombardamenti aerei della coalizione e ha subito pesanti perdite di civili. La presenza di milizie sciite è stata inoltre causa di rappresaglie nei confronti degli arabi sunniti iracheni. Ne è risultata la sconfitta dell'ISIS.

## Antefatti
A partire dal 2011, sulla scia delle proteste della Primavera Araba, anche in Iraq si verificano manifestazioni e scontri in tutto il Paese, ma concentrate nelle aree a maggioranza sunnita, generalmente nel Governatorato di al-Anbar, dove la presenza di gruppi terroristici jihadisti guidati in molti casi dagli ex ufficiali di Saddam Hussein è radicata fin dall'invasione americana del 2003. I tumulti scoppiano in un periodo in cui in Siria la guerra civile rende difficile il controllo delle frontiere. Nella zona a nordest della Siria i miliziani islamisti iracheni dello Stato Islamico dell'Iraq oltrepassano facilmente e costantemente il confine. Nel febbraio 2012 si costituisce il Fronte al-Nusra, il quale inizialmente integra miliziani jihadisti siriani e iracheni. 
Nel dicembre 2012 scoppiano nuovi scontri, stavolta di natura prettamente settaria, nei quali la minoranza sunnita protesta contro la marginalizzazione dalla scena politica e l'interferenza iraniana negli affari interni iracheni. Utilizzando la retrovia siriana, le milizie islamiste riescono a condurre attacchi al territorio iracheno e a trasportare armi e uomini per fomentare la rivolta.

### Imboscata di Akashat
Il 1º marzo 2013 un miliziano armato si avvicina al valico di frontiera di Yaarubiyeh, al confine tra Siria e Iraq, e rivolgendosi all'ufficiale siriano al comando della guarnigione si identifica come il leader di una formazione islamista ribelle e intima la resa. Al rifiuto dell'ufficiale, inizia lo scontro armato che si rivela subito insostenibile per il piccolo gruppo di soldati siriani. La guarnigione è costretta ad arretrare e, dopo aver perso 6 uomini, oltrepassa il confine, entrando in territorio iracheno.
Il gruppo di 64 soldati siriani disarmati viene arrestato dalle truppe di confine irachene e, dopo una breve detenzione a Baghdad, il 4 marzo viene scortato al valico di frontiera di al-Walīd, nella provincia di al-Anbar, per essere liberato in territorio siriano. Durante il tragitto il convoglio viene attaccato su entrambi i lati da miliziani armati di mitragliatori, bombe a mano e RPG.
L'assalto lascia sul campo 13 soldati iracheni e 51 soldati siriani morti, ovvero tutta la guarnigione scortata tranne 13 sopravvissuti. 
Tra le file dei miliziani sono sconosciute eventuali perdite.
L'identità degli assalitori è sconosciuta, anche se i primi sospetti ricadono sulle milizie gihadiste presenti nella provincia di al-Anbar, che hanno strette relazioni con i gruppi armati operanti in Siria. Tuttavia l'11 marzo 2013 lo Stato Islamico dell'Iraq (la cui emanazione siriana è il Fronte al-Nusra) rivendica l'operazione, rilasciando un comunicato in cui si identificano le truppe siriane e irachene come "sciiti persiani" e in cui si denuncia la collaborazione, anche militare, tra il governo siriano e quello iracheno.
L'imboscata è un'azione di grande effetto che ha come conseguenza l'ulteriore avvicinamento politico tra il governo siriano e iracheno e la fusione dell'insurrezione sunnita irachena con quella siriana.

### Nascita dello "Stato Islamico dell'Iraq e Levante"
Controllata dal governo
     Controllata dall'ISIS
     Controllata dai curdi

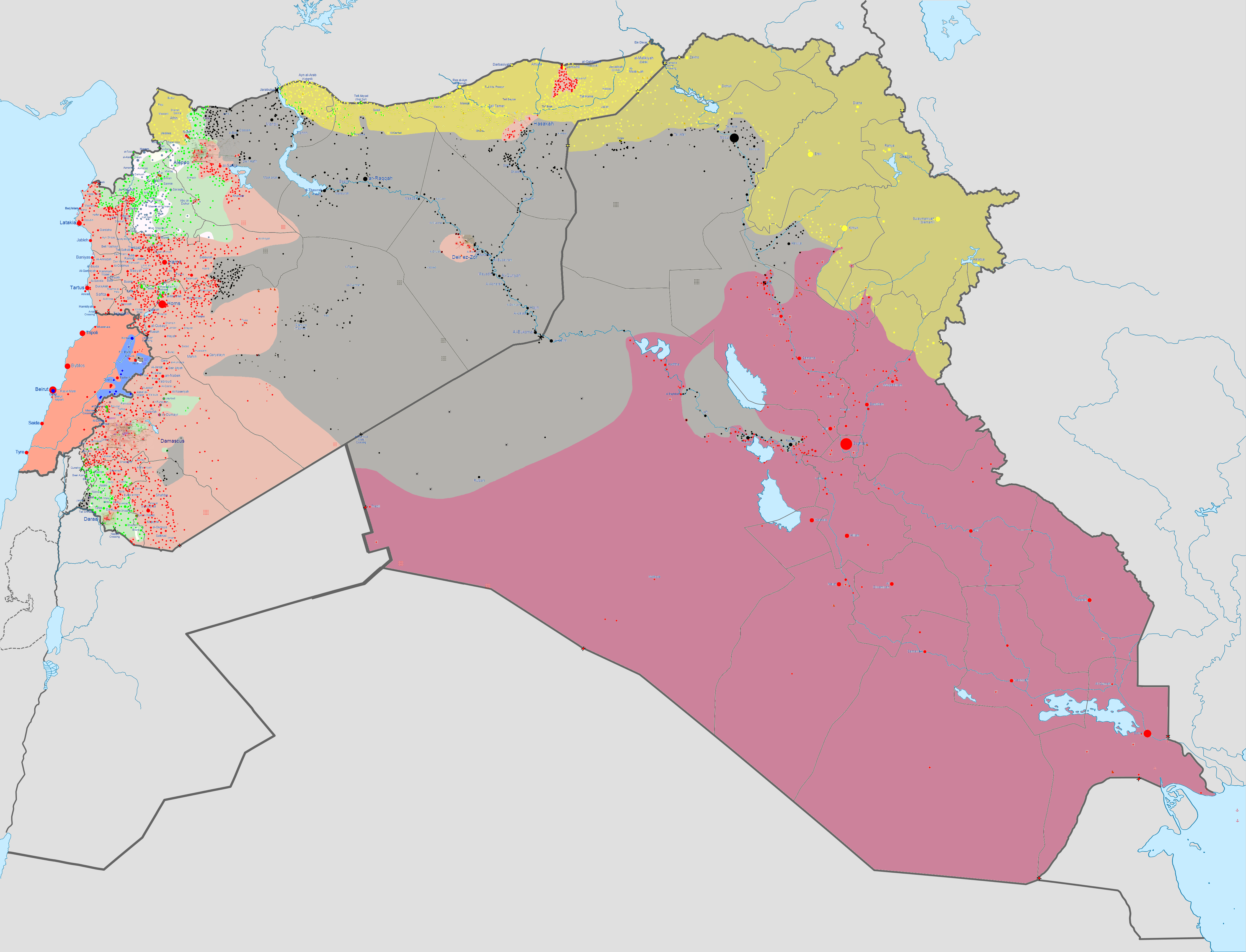
Massima espansione dello Stato Islamico nel 2015
Controllata dal governo
Controllata dall'ISIS
Controllata dai curdi

A seguito dell'imboscata di Akashat, il governo iracheno si rende conto che la fusione tra i gruppi armati islamisti siriani e quelli iracheni è una realtà e che la possibilità dell'allargamento della crisi siriana al territorio iracheno è sempre più concreta.
Il perdurare della guerra civile siriana non garantisce più alcun controllo sui confini nazionali che, anche a causa della loro estensione, risultano porosi alla penetrazione dei miliziani.
Nell'aprile del 2013 Abu Bakr al-Baghdadi, il leader della principale formazione gihadista irachena, lo Stato Islamico dell'Iraq, ufficializza la fusione tra la sua milizia e il Fronte al-Nusra attraverso un comunicato via Internet.
L'operazione viene bloccata dal leader di al-Qaeda, Ayman al-Zawahiri, che vuole mantenere distinte le due entità.
Tuttavia si realizza comunque una scissione nel Fronte al-Nusra e una parte considerevole dei miliziani confluisce nella nuova formazione. Nasce lo Stato Islamico dell'Iraq e Levante (ISIL) con il chiaro obiettivo di creare un emirato islamico transnazionale tra Siria e Iraq.

### Operazione al-Shabah
Il 20 maggio 2013, il governo iracheno scatena un'offensiva militare nella regione di al-Anbar e su tutto il confine siriano con l'intenzione di tagliare i collegamenti tra i miliziani islamisti in Siria e Iraq.
Vengono coinvolti 8 000 uomini tra esercito e polizia.
Le prime operazioni si svolgono nella terra di nessuno che separa Siria e Iraq e permettono la cattura di 43 militanti gihadisti, tra cui 11 alti dirigenti di al-Qāʿida in Iraq. Viene sequestrata una grande quantità di materiale bellico, tra cui mortai, razzi ed esplosivo. Gli scontri si fanno più sanguinosi e il 24 maggio si registrano 32 miliziani uccisi tra cui 2 comandanti dello Stato Islamico dell'Iraq e Levante.
Il 30 maggio viene catturato Adnan Waies, considerato il capo della cellula di al-Qāʿida nella provincia di al-Anbar. Nello stesso giorno si verifica la prima significativa controffensiva dei miliziani armati, quando viene attaccata una guarnigione di soldati iracheni alla frontiera con la Siria. Vengono uccise 3 guardie di confine.
Il 2 giugno i miliziani islamisti organizzano un posto di blocco sulla strada che collega Iraq e Siria in territorio iracheno e bloccano 3 camion siriani e 4 iracheni. Uccidono gli autisti di nazionalità siriana, rapiscono quelli iracheni e saccheggiano la merce trasportata.
Il 5 giugno viene organizzata un'operazione identica: obiettivo dell'imboscata è un autobus dell'esercito. Vengono uccise 10 guardie di confine irachene e 5 civili.

Territori controllati o semicontrollati dallo Stato Islamico dell'Iraq e Levante tra Iraq e Siria

Il 9 giugno alcuni miliziani ribelli siriani aprono il fuoco su una postazione di confine in territorio iracheno, uccidendo una guardia di frontiera.
Il 21 giugno miliziani islamisti fanno esplodere un ponte stradale nella cittadina frontaliera di al-Qāʾim, ingaggiando successivamente una feroce battaglia con una guarnigione dell'esercito iracheno. I soldati, sostenuti anche da elicotteri da combattimento, riescono a respingere l'assalto. Nello scontro muoiono 3 soldati e 6 miliziani. Il giorno successivo, nella stessa città, viene fatta esplodere un'autobomba, che uccide altri 2 soldati iracheni.
Il 23 giugno, in due separati agguati nella cittadina di Kebaysah, vengono uccisi 3 soldati iracheni. Il 26 giugno viene attaccato il quartier generale del primo battaglione della 7ª divisione dell'esercito iracheno di stanza nella provincia di al-Anbar. L'assalto viene respinto senza perdite da ambo le parti.
A seguito dei ripetuti attacchi ai propri militari, il governo iracheno lancia il 1º luglio un'offensiva nelle provincie di al-Anbar e Ninive, consentendo la distruzione di 3 edifici che fungevano da base logistica per i miliziani.
Il 6 luglio si verifica uno scontro tra le guardie di confine irachene e miliziani armati che tentano di entrare in Siria. Rimane ucciso un soldato. Un evento simile si ripete il 13 luglio, con il medesimo risultato di un soldato ucciso.
Il 14 luglio 2013 il governo iracheno, pur non avendo pacificato le regioni di confine tra Iraq e Siria, sospende l'operazione militare.

## Cronologia degli eventi

### Insurrezione sunnita nell'Anbar
Il continuo flusso di miliziani e armi tra Siria e Iraq permette una sempre maggiore aggressività e preparazione militare dei gruppi armati sunniti iracheni. La maggior parte si concentra nella provincia di al-Anbar, già teatro di azioni armate antigovernative e attentati terroristici.
Il 30 dicembre 2013 il governo iracheno lancia un'offensiva per smantellare un campo di protesta antigovernativo nei pressi di Ramadi. La reazione dei ribelli è immediata. Lo Stato Islamico dell'Iraq e Levante guida le altre formazioni e attacca in forze la città di Fallujah ingaggiando un combattimento con l'esercito iracheno che dura 4 giorni e provoca 100 morti. Il 4 gennaio 2014 il governo iracheno dichiara la completa perdita del controllo sulla città, che viene occupata dai miliziani jihadisti.
Sebbene l'esercito iracheno organizzi una timida controffensiva, l'avanzata dell'ISIL permette l'uscita dal controllo statale anche delle cittadine di al-Karma, Hīt, Khaldiyya, Ḥadītha, al-Qāʾim, parte di Ramadi e Abu Ghraib.

### Proclamazione del Califfato a Mosul
A inizio giugno 2014 Da'esh scatena un'improvvisa offensiva nel nord dell'Iraq, riversando uomini e mezzi dal confine siriano. Il 5 giugno viene attaccata Samarra e il giorno successivo Mosul, seconda città irachena. Sebbene le forze armate irachene siano almeno 15 volte più numerose dei miliziani islamisti, nella notte del 9 giugno i soldati abbandonano le loro posizioni e fuggono dalla città lasciando armi e materiali. Le conseguenze militari e politiche di questo avvenimento sono molto pesanti. L'ISIL entra in possesso di grandi quantità di armi americane abbandonate nei depositi, inclusi carri armati ed elicotteri. Vengono liberati 2 500 prigionieri dalle carceri cittadine, che si uniscono ai miliziani e vengono saccheggiate le banche, permettendo all'ISIL di disporre di 429 milioni di dollari in valuta estera e oro. Il governo dichiara lo stato di emergenza nel paese e si verifica un forte scontro politico tra il Premier sciita Nuri al-Maliki e le componenti sunnite e curde del parlamento che accusano il Primo ministro di aver impostato la sua azione su basi prettamente settarie e filo-iraniane.
Con tiepide e disorganizzate controffensive dell'esercito regolare, spesso affiancato da milizie paramilitari sciite, lo Stato Islamico dell'Iraq e Levante avanza verso sud lungo l'Eufrate ponendo d'assedio il campo petrolifero di Bayji e conquistando la città di Tikrit. L'avanzata arriva a circa 90 km a nord della capitale Baghdad.
La posizione del governo iracheno nei confronti della guerra civile siriana cambia notevolmente. Lo sconfinamento si trasforma in guerra regionale che coinvolge Siria e Iraq, ormai privi di una reale frontiera tra i due paesi. Il 24 giugno l'aviazione siriana esegue i primi bombardamenti su territorio iracheno.
Il 29 giugno 2014, Da'esh proclama la nascita del califfato tra Siria e Iraq.

#### Espansione del Califfato nel Kurdistan iracheno

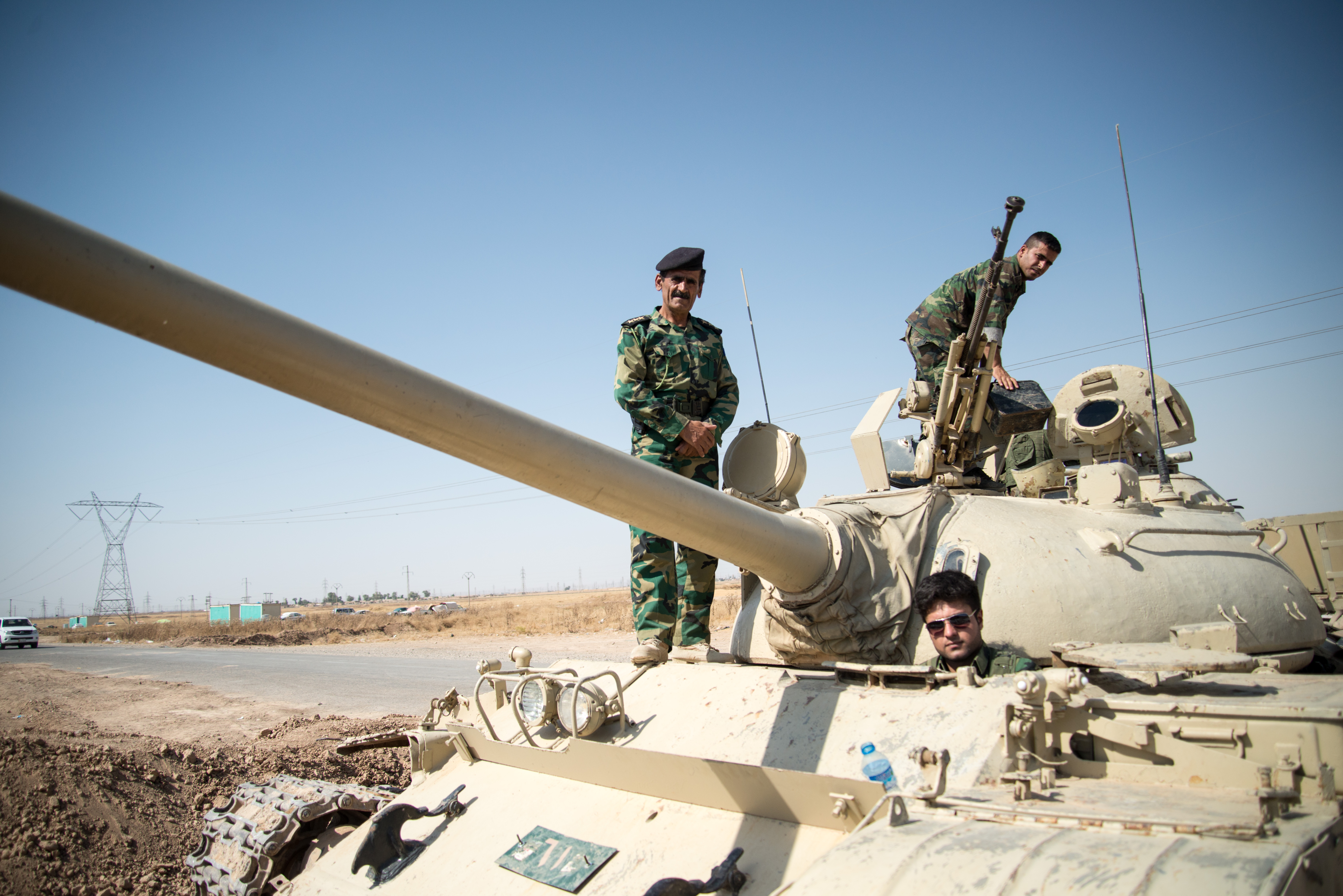
Peshmerga curdi a Kirkuk (giugno 2014)

Il 2 agosto 2014, Da'esh avanzò da Mosul verso nord-ovest, conquistando le città curde irachene di Zumar e Sinjar, mettendo in fuga le milizie curde Peshmerga e la popolazione locale, in particolare quella delle minoranze yazide e turcomanne, perseguitate come eretiche.
Nei giorni 2-3 agosto, furono sistematicamente giustiziati e sepolti in fosse comuni dall'ISIS circa 500-1500 yazidi, prevalentemente uomini adulti, mentre donne e bambini, in numero di 4000-7400, furono fatti prigionieri o convertiti a forza all'islam e dispersi nelle città già occupate; molti ragazzi furono arruolati come bambini soldato per l'ISIS, mentre le donne ridotte in schiavitù sessuale. Nei giorni seguenti, circa cinquantamila yazidi tentarono di rifugiarsi nei monti Sinjar, ma furono accerchiati dai gihadisti.
Il 6 agosto, i curdi iracheni ricevettero l'aiuto delle forze curde siriane (YPG Unità di Protezione Popolare) e turche (del PKK).
Il 7 agosto Da'esh continuò ad avanzare verso est, conquistando le città di Tal Kayf, Bartella, Karamlesh e Qaraqosh, principale città cristiana irachena, causando l'esodo di oltre centomila civili, principalmente cristiani, ma anche turcomanni, yazidi, shabak e kakai.
L'8 agosto, Da'esh sottrasse ai Peshmerga curdi anche il controllo della diga di Mosul, principale impianto di approvvigionamento idrico ed elettrico dell'Iraq.

### Risposta internazionale
Di fronte alla proclamazione del Califfato a Mosul nel giugno 2014, ed alla sua successiva espansione nel Kurdistan iracheno, si formò una coalizione arabo-occidentale, comprendente 22 Paesi, per combattere lo Stato islamico in Iraq e Siria. La coalizione era guidata dagli Stati Uniti e coinvolgeva altri Paesi occidentali come l'Australia e il Canada, oltre che i Paesi arabi alleati degli USA, come l'Arabia saudita, la Giordania, il Qatar, gli Emirati Arabi Uniti, il Bahrein. L'operazione prese il nome di Inherent Resolve. 
L'8 agosto gli Stati Uniti eseguirono i loro primi raid aerei contro l'ISIS, consentendo alle milizie curde siriane e turche di liberare una parte dei civili ancora assediati dai gihadisti nei monti Sinjar, e contribuendo alla formazione di una milizia di autodifesa yazida (le Unità di resistenza del Sinjar).
Tra l'8 agosto 2014 ed il 12 luglio 2016, la coalizione occidentale eseguì 9273 raid aerei contro obiettivi dello Stato Islamico in territorio iracheno, a fronte di 4530 raid eseguiti in territorio siriano (a partire dal 23 settembre 2014). Oltre ai raid aerei, la coalizione a guida americana fornì appoggio militare sul campo ai Peshmerga curdi, che riconquistarono all'ISIS le città di Makhmur e Gwer, a sud di Erbil, e la diga di Mosul il 17 agosto 2014.
Parallelamente alla coalizione Inherent Resolve, a partire dal 21 settembre 2014 anche l'Iran inviò delle proprie truppe di terra in territorio iracheno, per sostenere il governo dall'avanzata dell'ISIS. Tuttavia l'intervento iraniano in Iraq non fu coordinato con quello della coalizione arabo-occidentale, in quanto l'Iran accusava gli Stati Uniti di complicità con Daesh. Le truppe iraniane furono dispiegate a Bagdad, Kerbela, Samarra, inoltre l'Iran contribuì indirettamente alla nascita di diverse formazioni paramilitari sciite, acquisendo un'importanza fondamentale in Iraq. Il premier iracheno Haydar al-'Abadi affermò che l'Iran era la sua seconda patria.

#### Espansione del Califfato nell'Anbar
Nonostante l'intervento della coalizione internazionale, Da'esh riuscì ad espandersi nella piana di Ninive e nel governatorato di al-Anbar, conquistandolo in gran parte tra settembre e ottobre 2014, dopo scontri con i governativi a Saklauiya, presso Falluja, in cui morirono 400-600 soldati iracheni e la conquista della città di Hit con lo sterminio della tribù sunnita Albu Nimr, fedele al governo, causando 300-500 morti, di cui 50 donne e bambini.
Successivamente, Da'esh attaccò la città di Ramadi, conquistandone una parte in novembre.
Il 6 gennaio 2015 Daesh conquistò anche Al-Jubba e in febbraio Khan al Baghdadi, mentre tra aprile e maggio 2015 fu completata la conquista di Ramadi; in particolare, a seguito del rifiuto del governo di dare accoglienza a Baghdad alle forze governative sunnite in ritirata, il leader dello Stato islamico Abu Bakr al-Baghdadi, con un messaggio audio del 15 maggio 2015, concesse loro l'amnistia promettendo di arruolarle nella propria amministrazione. A seguito di ciò, molti governativi passarono con lo Stato islamico e gli ultimi resistenti furono sconfitti il 16-17 maggio, in scontri che fecero 500-800 morti. Più di 55 000 civili furono sfollati dalla regione.
Il 24 maggio 2015, Da'esh conquistò la località frontaliera di Al-Walid, completando la conquista del governatorato di al-Anbar.

#### Riconquista governativa nell'Iraq centrale

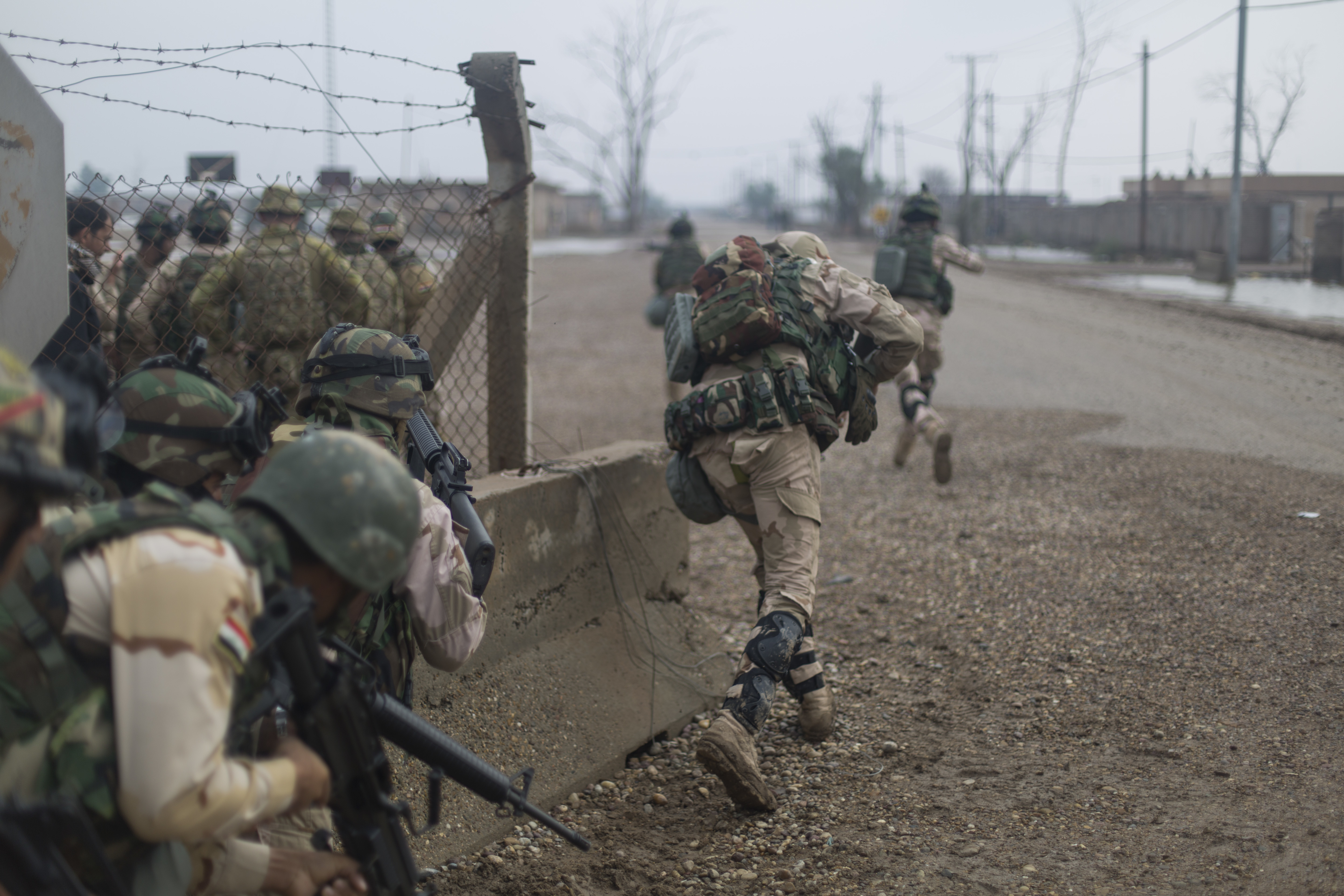
Soldati iracheni e americani a Camp Taiji, presso Bagdad (novembre 2015)

Le forze governative irachene, supportate dalle milizie sciite filo-iraniane, arrestarono l'avanzata di Daesh nei territori dell'Iraq centrale, sebbene le milizie paramilitari sciite furono anch'esse responsabili di massacri ai danni di civili sunniti, come l'uccisione di 70 fedeli sunniti in preghiera nella moschea di Hamrin, presso Bakuba, nell'agosto 2014.
Nello stesso mese, le forze della coalizione sciita liberarono da Da'esh la città di Amerli, nel governatorato di Salah ad-Din, abitata da turcomanni e sciiti, assediata da oltre due mesi; in settembre riconquistarono Suleyman Bek e in ottobre Jurf al-Sakhr, a sud-ovest di Baghdad, da luglio nelle mani di Da'esh; in tal modo fu arrestata l'avanzata dello Stato islamico verso Kerbela e Baghdad.
I combattimenti proseguirono a Bayji, città assediata da Da'esh dal mese di giugno e sede della maggiore raffineria di petrolio dell'Iraq, ancora presidiata da militari iracheni governativi. L'esercito iracheno riprese il controllo della città a novembre, ma Daesh la occupò nuovamente il mese successivo.
Nel gennaio 2015 l'esercito iracheno riprese anche la città di Muqdadiya assicurandosi il controllo sull'intero governatorato di Diyala. Nello stesso mese, le milizie paramilitari sciite fucilarono 56-77 civili sunniti nel villaggio di Barwana.

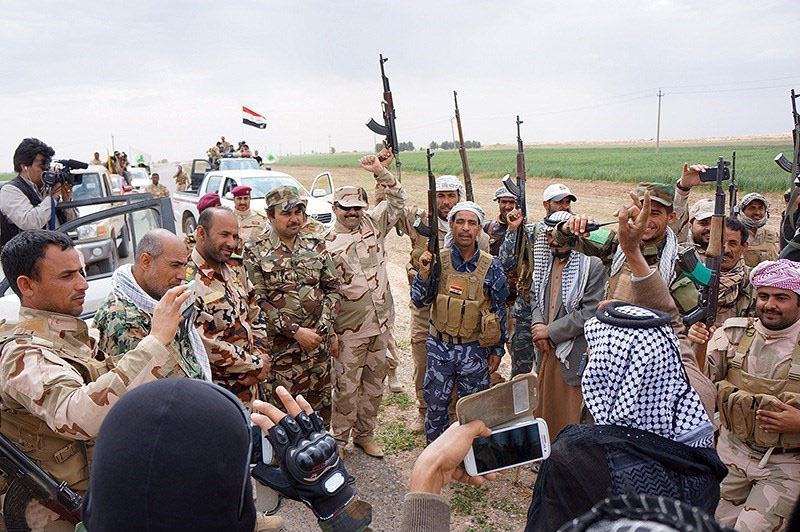
Soldati governativi iracheni e della milizia Asayb Ahl al-Haq insieme nel governatorato di Salah ad-Din (aprile 2016)

Nel marzo 2015, un'armata di 27 000 soldati dell'esercito iracheno e paramilitari appartenenti a diverse milizie sciite riconquistò a Daesh l'importante città di Tikrit, anche con l'appoggio dell'aviazione della coalizione internazionale. La città rimase parzialmente distrutta per effetto dei combattimenti, ma anche dei saccheggi da parte delle milizie sciite successivamente alla sua conquista.
Ad aprile 2015 Da'esh ottenne il controllo della raffineria di Bayji, attorno alla quale si intensificarono i combattimenti nei mesi seguenti; a partire da giugno, tuttavia, le forze armate irachene ripresero il controllo dell'impianto e gradualmente dell'intera città in ottobre.
In dicembre, infine, l'esercito iracheno respinse Daesh dalla città di Dhuluiya, tra Samarra e Bakuba, che era stata assediata a partire da luglio e difesa dai combattenti della tribù al-Jubur.

### Progressi dei curdi nel Kurdistan iracheno

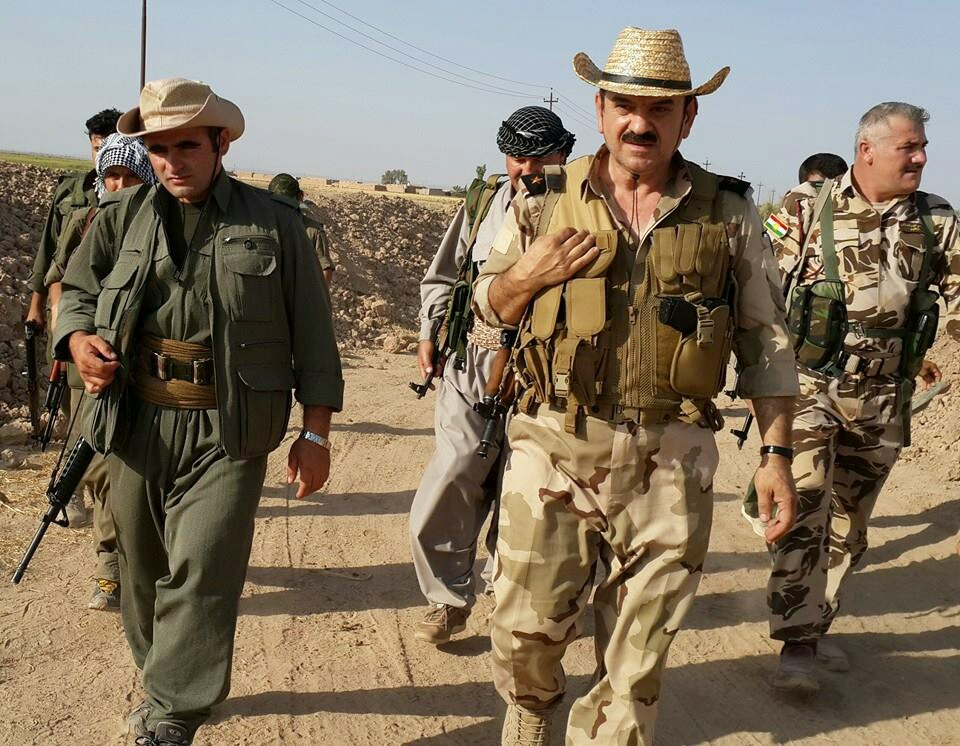
Combattenti del PKK e Peshmerga dell'UPK a Kirkuk (agosto 2015)

Nel frattempo anche i Peshmerga curdi, sostenuti dall'aviazione americana, combatterono l'ISIS a Jalula, alla frontiera iraniana, riuscendo nel novembre 2014 a riconquistare la città, assieme all'esercito iracheno ed alle milizie sciite. Dall'ottobre 2014, i Peshmerga attaccarono l'ISIS contemporaneamente a sud di Kirkuk e verso la frontiera con la Siria, riconquistando le città di Rabia e Zumar, e proseguendo l'avanzata verso ovest in direzione di Sinjar, riuscendo a romperne l'assedio in dicembre, anche se la città rimase divisa tra i due schieramenti. Amnesty International ha denunciato gli abusi commessi in tale circostanza dai Peshmerga e dalle milizie yazide in rappresaglia contro la popolazione sunnita. A gennaio 2015, i Peshmerga avanzarono verso ovest, prendendo il controllo della strada che collega Mosul alla città curda di Tal Afar.
Tra gennaio e febbraio 2015, Da'esh attaccò ripetutamente i curdi nei governatorati di Erbil e di Kirkuk, con violenti scontri a Gwer e Makhmur, e nei villaggi attorno a Kirkuk, sede di importanti impianti petroliferi. In tale circostanza Daesh catturò 21 prigionieri, che furono esposti in gabbie di ferro nel distretto di Hawija. Le città curde di Gwer e Makhmur furono oggetto anche di un bombardamento con armi chimiche da parte di Da'esh nell'agosto 2015.
A seguito della strage di Suruc commessa da un attentatore dell'ISIS al confine con la Siria, il 25 luglio 2015 l'aviazione turca bombardò le postazioni del PKK sia nella Turchia sudorientale che nel Kurdistan iracheno, suscitando la richiesta di interrompere i bombardamenti del Governo Regionale del Kurdistan, che prese anche le distanze dalla risposta armata del PKK.

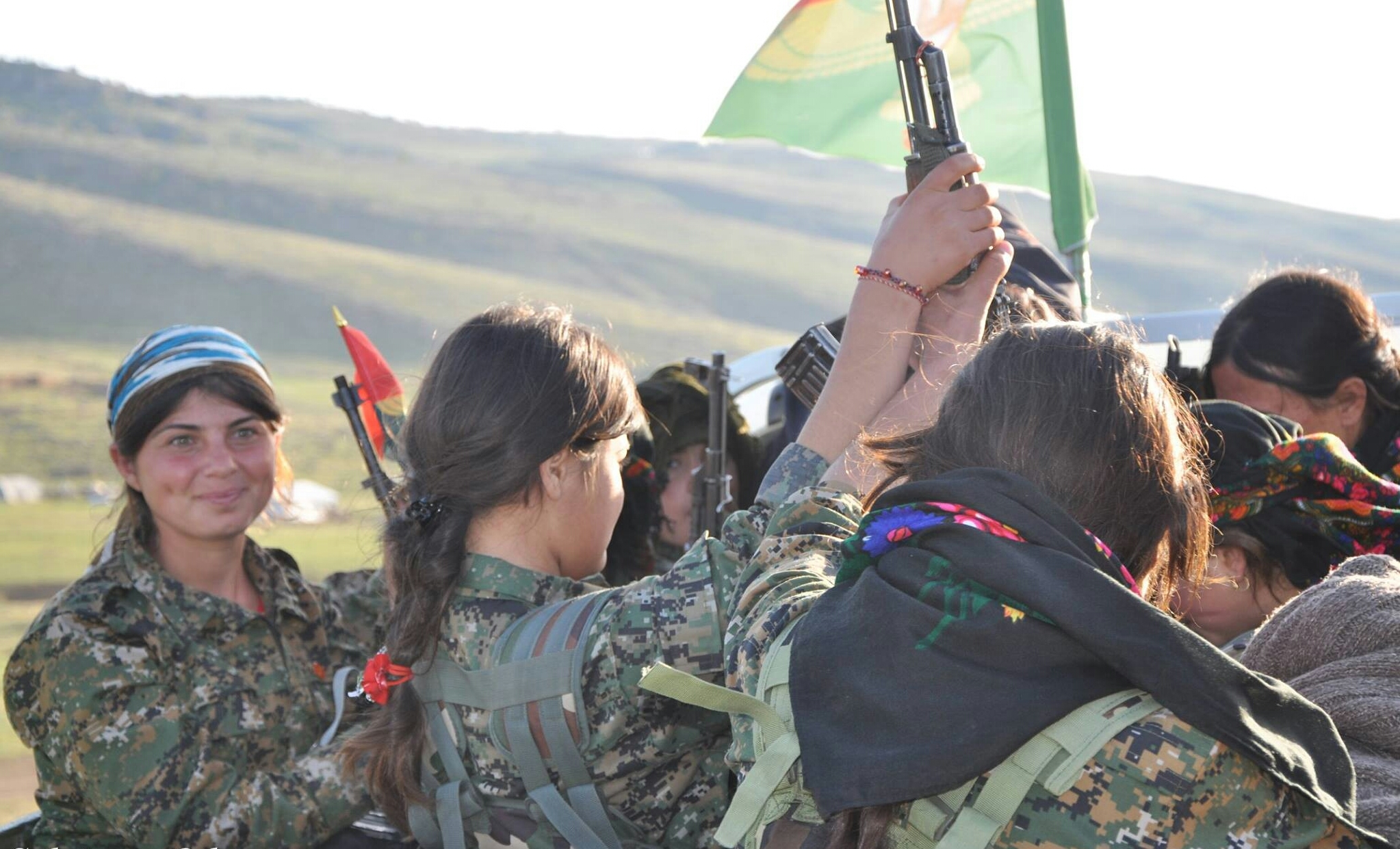
Combattenti yazidi delle Unità di resistenza di Sinjar (2015)

A fine agosto 2015, le forze curde ripresero ad avanzare contro Da'esh nel governatorato di Kirkuk, conquistando 10 villaggi. A settembre, col sostegno dell'aviazione americana, conquistarono 10 villaggi nel governatorato di Dahuk ed altri 12 villaggi ad ovest di Kirkuk, minacciando la principale base dello Stato islamico nella regione, nella città di Hawija, a sud-ovest di Kirkuk. Il 22 ottobre 2015, infine, i Peshmerga curdi attaccarono Hawija, in un'operazione congiunta con le forze speciali americane della Delta Force, che condusse alla liberazione di 70 ostaggi iracheni, tra cui più di 20 militari delle forze di sicurezza irachene, detenuti dallo Stato Islamico.
Il 12-13 novembre 2015, una coalizione di 7 500 peshmerga curdi iracheni, milizie yazide, curdi siriani (Unità di protezione del popolo) e curdi del PKK turco, sostenuti dall'aviazione della coalizione internazionale, conquistarono al Daesh la città di Sinjar.

### Battaglia di Falluja
La città di Falluja era stata conquistata dai miliziani dello Stato Islamico dell'Iraq e del Levante il 5 gennaio 2014, dopo 6 giorni di scontri e più di 60 morti. Le bandiere nere, simbolo del gruppo terroristico, erano state issate nel centro della città. Il 23 marzo 2016 iniziò un'operazione da parte dell'esercito iracheno per liberare i villaggi attorno a Falluja. Il 30 marzo, con la copertura aerea dell'esercito statunitense e il supporto delle milizie sciite delle Forze di Mobilitazione Popolare (PMU o PMF), le forze irachene con entrarono in città. Il 2 giugno il presidente iracheno al-'Abadi ordinò una temporanea sospensione dell'offensiva per evacuare i civili e per imporre alle milizie PMF di lasciare alle forze regolari la liberazione della città al fine di evitare violenze settarie fra sciiti e sunniti. Il 27 giugno fu dichiarata ufficialmente la liberazione della città da parte dell'esercito iracheno, tuttavia si verificarono episodi di violenze perpetrati da miliziani PMF.
Il 29 giugno l'aviazione americana colpì una colonna di miliziani jihadisti a sud della città. Secondo fonti irachene, il gruppo stava cercando di scappare attraverso il deserto, ma fu avanzata l'ipotesi che si fosse radunato per organizzare nuovi attacchi. Il raid fu documentato da un video pubblicato il giorno successivo l'attacco e, secondo il Pentagono, avrebbe distrutto circa 40 veicoli e ucciso circa 250 miliziani dell'ISIS, rappresentando così una delle operazioni di maggior successo dell'aviazione della coalizione internazionale ai danni dello Stato Islamico.

### Sconfitta dello Stato Islamico

#### Battaglia di Mosul

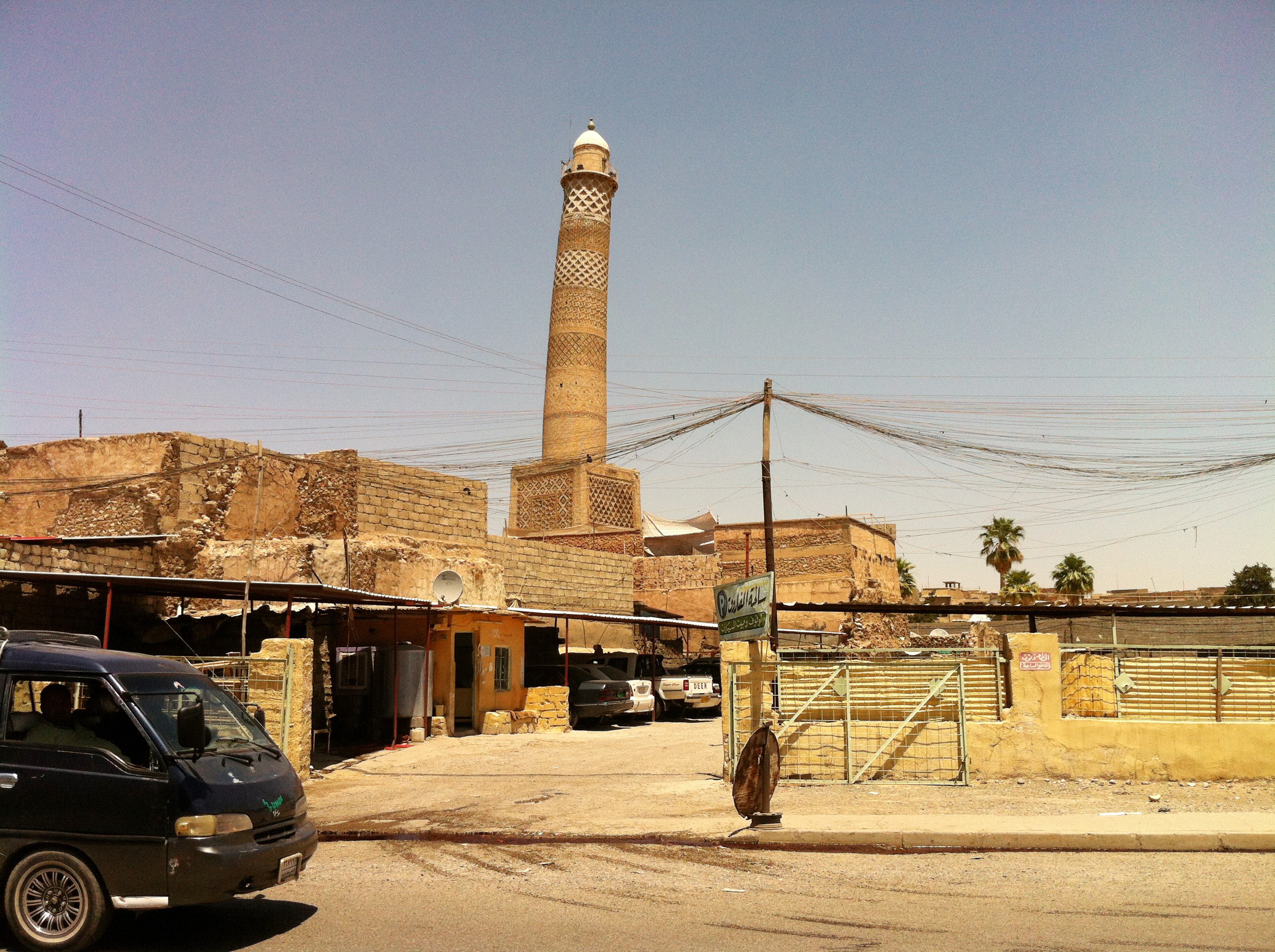
Una foto dell'ex minareto pendente Hadba (distrutto il 21 giugno 2017)

A inizio luglio 2016 le forze irachene conquistarono la centrale elettrica e la pista aerea di Qayyarah, città petrolifera strategica a circa 70 km a sud della città di Mosul, divenuta capitale irachena dello Stato islamico. Contemporaneamente il segretario alla Difesa degli Stati Uniti Ashton Carter annunciò l'invio di centinaia di altri “consiglieri militari” nel Paese per aiutare le forze irachene a riconquistare Mosul.
Nell'ottobre del 2016 ebbe inizio l'offensiva irachena per riprendere la città. Nei mesi seguenti i combattenti dello Stato Islamico furono costretti a ritirarsi progressivamente e nel marzo 2017 mantenevano ancora il controllo di buona parte della zona orientale di Mosul, dove si trova la città vecchia.
Il 21 giugno 2017 furono rasi al suolo l’antica moschea di Al Nuri e il suo famoso minareto pendente Hadba, simbolo della città. In questa moschea Abu Bakr al-Baghdadi aveva annunciato il 4 luglio del 2014 la fondazione del "Califfato". La moschea si trovava nell'ultima zona della città rimasta in mano allo Stato Islamico ed in precedenza era stata minata. L'agenzia di stampa Amaq, controllata dal gruppo jihadista, incolpò dell'accaduto i raid aerei americani, ma sia l'Iraq che gli Stati Uniti attribuirono la responsabilità del crollo allo Stato Islamico, che avrebbe così evitato l'umiliazione di cedere ai nemici il simbolo della città. Il 9 luglio 2017 il governo iracheno proclamò che la città di Mosul è stata liberata dall'ISIS.

#### Offensive su Tal Afar e su Hawija
Il 20 agosto fu lanciata l'offensiva di terra sulla nuova roccaforte e ultima città irachena in mano all'ISIS, Tal Afar, 80 km a ovest di Mosul. Il 27 agosto la città fu dichiarata completamente libera dall'ISIS.
Tra il 20 settembre e l'8 ottobre 2017 l'esercito iracheno e le milizie PMU (Popular Mobilization Forces, milizie prevalentemente sciite) scatenarono un'offensiva che portò alla riconquista della sacca di Hawija, territorio controllato dall'ISIS e circondato dalle forze irachene e curde (queste ultime però non parteciparono alla battaglia). Le ultime città irachene controllate dall'ISIS, Al Quaim e Rawa, furono liberate dalle forze irachene entro il mese di novembre. Molti combattenti dello Stato Islamico, anziché combattere, preferirono fuggire in territorio siriano per affrontare le forze governative siriane, anch'esse all'offensiva per strappare all'ISIS i suoi ultimi bastioni siriani (Deir Ezzor ed Abu Kamal).

#### Tensioni nel Kurdistan iracheno
Il 25 settembre 2017 la popolazione curda fu chiamata alle urne per decidere con un referendum se ottenere una completa indipendenza dall'Iraq. Il 93% dei votanti si espresse a favore dell'indipendenza del Kurdistan iracheno dall'Iraq; molti stati tra cui lo stesso Iraq, la Turchia, gli Stati Uniti e l'Iran si dichiararono tuttavia contrari a tale dichiarazione, solo Israele supportò l'iniziativa curda. In seguito a ciò avvennero scontri tra le forze di Baghdad e quelle peshmerga che costrinsero le autorità curde, minacciate anche a nord dalle operazioni della Turchia contro il PKK turco, a congelare gli esiti di tale referendum.

#### Offensiva finale su al-Qa'im
Dopo aver conquistato le enclavi dell'Isis a Tal Afar ed a Hawija, l'ultima enclave irachena dello Stato islamico era a nord-ovest del governatorato di al-Anbar, presso la città di al-Qa'im. In settembre, l'esercito iracheno riconquistò le città di Akachat e Anah, quindi attaccò al-Qa'im in ottobre, che cadde infine il 3 novembre 2017. Successivamente, l'offensiva proseguì verso Rawa, ad est di al-Qa'im, che fu conquistata il 17 novembre. Dopo aver perso il controllo di tutte le città che amministravano in Iraq, gli ultimi jihadisti fuggirono nel deserto dell'Anbar, ispezionato dall'esercito iracheno e dalle milizie alleate.
Il 9 dicembre le forze irachene ottennero finalmente il controllo di tutta la frontiera con la Siria. Il primo ministro Haydar al-'Abadi dichiara ufficialmente la fine della guerra contro lo Stato islamico.

## Dopoguerra
Sebbene la guerra civile sia stata dichiarata finita, l'ISIL ha continuato una ribellione di scala minore, con attacchi suicidi e omicidi prevalentemente a Baghdad e nelle aree precedentemente controllate.
Il 16 gennaio l'esercito iracheno lancia un'operazione per estromettere l'ISIL dalle isole sul Tigri nel Governatorato di Salah al-Din uccidendo un centinaio di militanti.
Avvengono diversi tentativi di riorganizzare le forze dell'ex Stato Islamico. In particolare l'esercito iracheno effettua diverse operazioni contro il gruppo Ansar al-Islam organizzatosi nella nuova formazione "Bandiere Bianche", secondo quanto riferito, composto da ex membri dell'ISIL e gruppi mafiosi curdi.
Nonostante questi sforzi, l'ISIL ha continuato a resistere nel deserto occidentale nel Governatorato di Ninive e nel Governatorato di al-Anbar. Tuttavia il gruppo è stato fortemente indebolito e la violenza in Iraq è stata drasticamente ridotta nel 2018. Durante il mese di maggio, 95 persone hanno perso la vita in combattimenti o attentati in Iraq, la cifra più bassa da 10 anni.
Il 5 ottobre 2018 un'attivista yazida profuga in Germania, Nadia Murad, dopo essere stata rapita e resa schiava sessuale dai miliziani dello Stato Islamico, ha vinto il Premio Nobel per la pace “per i suoi sforzi per mettere fine alle violenze sessuali nei conflitti armati e nelle guerre”.
Durante la primavera del 2019 il governo iracheno avvia una campagna per eliminare le maggiori sacche di resistenza di Daesh, nello specifico a metà aprile vengono assediate le montagne Hamrin nel governatorato di Diyala. Nell'attacco avviene la prima combat operation in cui sono utilizzati aerei F-35A Lightning.

## Relazione con la guerra civile siriana
L'Iraq e la Siria condividono un retaggio storico, culturale e politico molto importante. Fin dalla creazione degli stati moderni a seguito della seconda guerra mondiale, si sono ripetuti i tentativi di unificazione tra le due nazioni ed entrambe sono state governate dal Partito Ba'th. Paradossalmente il periodo di maggior tensione tra Iraq e Siria si ha proprio nel periodo di dominio del partito. La branca siriana del Baʿth, guidata da Hafez al-Assad, si schiererà contro Saddam Hussein durante la Guerra del Golfo del 1990, causando la rottura di ogni relazione diplomatica tra le due nazioni.

A seguito del crollo del regime di Saddam Hussein causato dall'intervento americano del 2003 in Iraq, e al successivo allontanamento dal potere della minoranza religiosa sunnita, sostituita dalla componente sciita e filo-iraniana, le relazioni tra i due stati si normalizzano, arrivando al completo riconoscimento nel 2006.
La nuova classe dirigente irachena, completamente sciita, entra nella sfera di influenza iraniana, diventando un suo forte alleato regionale. Questo cambiamento, sul piano geopolitico permette la realizzazione della "mezzaluna sciita" che comprende le nazioni a maggioranza sciita o governate da esponenti dello sciismo dall'Iran al Libano.
Tuttavia la forte alleanza con gli Stati Uniti derivante dalla presenza americana nel paese e la comune lotta contro il terrorismo di matrice sunnita o baʿthista costringe a livello ufficiale il nuovo governo iracheno ad una neutralità di facciata che si manifesterà anche allo scoppio della crisi siriana.
In Siria sono confluiti centinaia di miliziani jihadisti sunniti, per lo più collegati alle organizzazioni legate ad al-Qāʿida che hanno combattuto nella guerra in Iraq a partire dal 2003. In particolare al-Qāʿida in Iraq, anche detta Stato Islamico dell'Iraq, ha guidato la creazione dell'organizzazione jihadista più organizzata e numerosa tra quelle combattenti in Siria contro l'esercito regolare: il Fronte al-Nusra, dal quale poi si è scisso lo Stato Islamico dell'Iraq e Levante. Miliziani sciiti iracheni di varie organizzazioni hanno invece affiancato, spesso con l'assenso del governo, le truppe regolari siriane. Il Kurdistan iracheno è una importante retrovia per i combattenti curdi siriani. L'appoggio dei curdi iracheni è sia militare che politico: ad Arbil si è infatti siglato l'accordo tra le principali fazioni politiche curde siriane per la formazione delle milizie combattenti e la creazione di un organo di autogoverno curdo.
La posizione del governo iracheno sulla Siria, fino al giugno 2014, rimane pubblicamente neutrale, sebbene la presenza di insorti armati di fede sunnita e la vicinanza politica e religiosa all'Iran sciita, accomuna i due paesi. Si verificano frequenti operazioni militari congiunte contro i ribelli al confine.
A seguito dell'avanzata dell'ISIL in Iraq con la cattura della seconda città del Paese, Mosul, e la rotta dell'esercito in molti governatorati, il governo iracheno si schiera ufficialmente a fianco della Siria nei combattimenti contro i ribelli, auspicando un coordinamento tra le due nazioni sul piano politico e militare, anche eseguendo bombardamenti congiunti.
Le operazioni finali contro le ultime roccaforti siriane dell'ISIS, compresa la riconquista di Abu Kamal e della frontiera Siria-Iraq, avvengono con la coordinazione tra forze armate irachene, forze armate governative siriane e forze democratiche siriane (curdo-arabe).